# 源仲綱
源 仲綱（みなもと の なかつな）は、平安時代末期の武将・歌人。源頼政の嫡男。母は源斉頼女。官位は正五位下、隠岐守、伊豆守。

## 生涯

### 京武者として
源頼光に始まる摂津源氏の一門であり、代々大内守護（内裏の警護）の任にあったと云われる。久寿2年（1155年）、守仁親王（後の二条天皇）が立太子されると蔵人に補され、東宮に仕えた。平治元年（1159年）、父頼政は平治の乱で平清盛に味方し、その結果、源義朝の河内源氏（源頼信の系統）は没落するが、摂津源氏は平氏政権下の中央に留まることになった。
乱の後に義朝の三男であった源頼朝が伊豆国蛭ヶ小島へ配流となったが、この時期に仲綱は伊豆守となっており、一説には流罪の身となった頼朝を伊豆へ運んだのは、頼政の配下の摂津渡辺氏だともされる。
平氏政権下における仲綱の動向としては、仁安3年（1168年）に伊豆守であった仲綱が国内の不作によって朝廷に献じる五節舞の舞姫の費用を弁じることができない旨の請文が現存しており、頼政・仲綱父子の動向を知る数少ない史料となっている。そのほか大内守護の任にある仲綱は頼政とともに天皇や法皇に仕え諸行事に供奉しており、また父祖同様歌人としての活動が知られ、九条兼実ら貴顕の主催する歌会・歌合に出席し、その詠歌が『千載和歌集』に6首入集している。
父の頼政は家門の誉まれとして従三位（公卿）に昇ることに望みをつなぎ続け、70歳を過ぎても家督を仲綱に譲らずにいた。その願いが叶い治承2年（1178年）12月、清盛の推挙により頼政は従三位に叙され、翌治承3年（1179年）11月、出家した頼政より家督を譲られる。

### 以仁王の挙兵
治承4年（1180年）4月、頼政・仲綱父子は後白河法皇の第三皇子以仁王と平家打倒を謀った。その動機について、『平家物語』では、仲綱が所有していた「木の下」（または「九重」）という名馬を清盛の三男の宗盛が権勢を笠に強引に奪い、しかもその馬に「仲綱」という名をつけて侮辱したのがきっかけだったと言われている。暗愚の将・宗盛という人物像を印象づける逸話であるが、事実かどうかは不明である。
挙兵計画は以仁王の名で平家追討の令旨を大寺社や諸国に雌伏する源氏に下し、その蜂起の呼びかけの名義人が「前伊豆守源仲綱」であった。5月になって挙兵計画は準備不足の段階で漏洩してしまう。同年5月21日夜に父頼政、弟の兼綱らとともに自邸を焼いて京を退去し、園城寺に逃れていた以仁王と合流し挙兵の意思を明らかにした。
だが、平家の調略で延暦寺は動かず、園城寺も危険になったため、南都興福寺へ向かう。26日に平知盛率いる追討軍に追いつかれ宇治川をはさんで平家方の大軍と合戦になった。頼政と仲綱が大将となって防戦するが、平家方に強攻渡河されて防御陣は崩れる。仲綱らは以仁王を逃すべく平等院に籠って必死で戦い、仲綱はさんざんに戦い満身創痍になって平等院釣殿で自害した。享年は55とも。長門本『平家物語』には、仲綱は埴生弥太郎盛兼に我が首の処置をせよと命じて自害し、盛兼は頼政と仲綱の首を平等院の後戸の壁板の中に隠したが、後になって血が漏れ出したため発見されたいう逸話が伝えられている。
老齢の頼政は腹を切って自害し、頼政養子の兼綱、仲家（源義仲の兄）、仲綱嫡男・宗綱らも最期をともにしている。
仲綱の次男の有綱とその弟で四男の成綱は知行国の伊豆にいたため生き残り、伊豆での源頼朝の挙兵に参加、有綱はのち源義経の婿となる。
三男の頼成も知行国にいたため難を逃れたが、兄の有綱が源義経の家臣になると、有綱に従い義経に仕えた。のちに頼朝が下した義経追討により有綱が討たれると、兄弟の成綱、広綱（頼政の三男で仲綱の養子）と甥の宗仲（宗綱の次男）、叔父の国政（頼政の従兄弟で養子）、頼兼（頼政の二男）らと那須塩原に逃れる。

## 関連作品
テレビドラマ
- 新・平家物語（1972年、NHK大河ドラマ） - 演：生井健夫
- 武蔵坊弁慶（1986年、NHK） - 演：信実一徳
- 義経（2005年、NHK大河ドラマ） - 演：光石研
- 平清盛（2012年、NHK大河ドラマ） - 演：須田邦裕